# Apiocera goerlingi
Apiocera goerlingi är en tvåvingeart som beskrevs av Paramonov 1953. Apiocera goerlingi ingår i släktet Apiocera och familjen Apioceridae. Inga underarter finns listade i Catalogue of Life.